# Голландская Бразилия
Голландская Бразилия (нид. Nederlands-Brazilië), также известна как одна из Новых Голландий — земли вдоль северного побережья Бразилии, в течение второй трети XVII века находившиеся под управлением Голландской Вест-Индской компании.

## Начало конфликта
Голландцы воспользовались оккупацией испанцами Португалии в 1580 году для того, чтобы в ходе борьбы за захват португальских владений по всему миру, начиная с 1624 года, когда ими был захвачен Салвадор-да-Баия (который в 1625 году был отбит испанцами и португальцами), планомерно оккупировать северо-восток Португальской Бразилии.
В 1630 году захваченные голландцами Олинда и Ресифи были объявлены колониями голландской Вест-Индской компании. К 1635 году практически вся территория севера португальской Бразилии была захвачена голландцами, но португальский генерал-капитан северных территорий колонии Бразилия Матиас де Альбукерки с верными ему силами отступил к Сан-Сальвадор-де-Баия, где продолжил партизанскую войну с голландцами.
В 1637 году голландцы под командованием Иоганна Морица Нассау-Зигенского захватили у португальцев Порту-Калву.
Столицей голландских владений в Бразилии стал город Маурицстад (ныне — Ресифи). Именно там находилась штаб-квартира Голландской Вест-Индской компании. Назначенный губернатором Мориц Нассау-Зигенский объявил, что голландская Бразилия открыта для евреев. Были налажены поставки рабов из Африки в Бразилию, началось строительство заводов по производству сахара. Уже в 1638 году Ресифи дал голландцам первую прибыль. Мориц Нассау-Зигенский мечтал сделать из Бразилии образцовую колонию. Он основал в Бразилии первую в Америке обсерваторию и пункт наблюдения за погодой. В Бразилию из Нидерландов прибыли художники Франс Пост и Альберт Экхаут, картограф Корнелиус Голиаф, астроном Георг Маркграф, историк Пико.

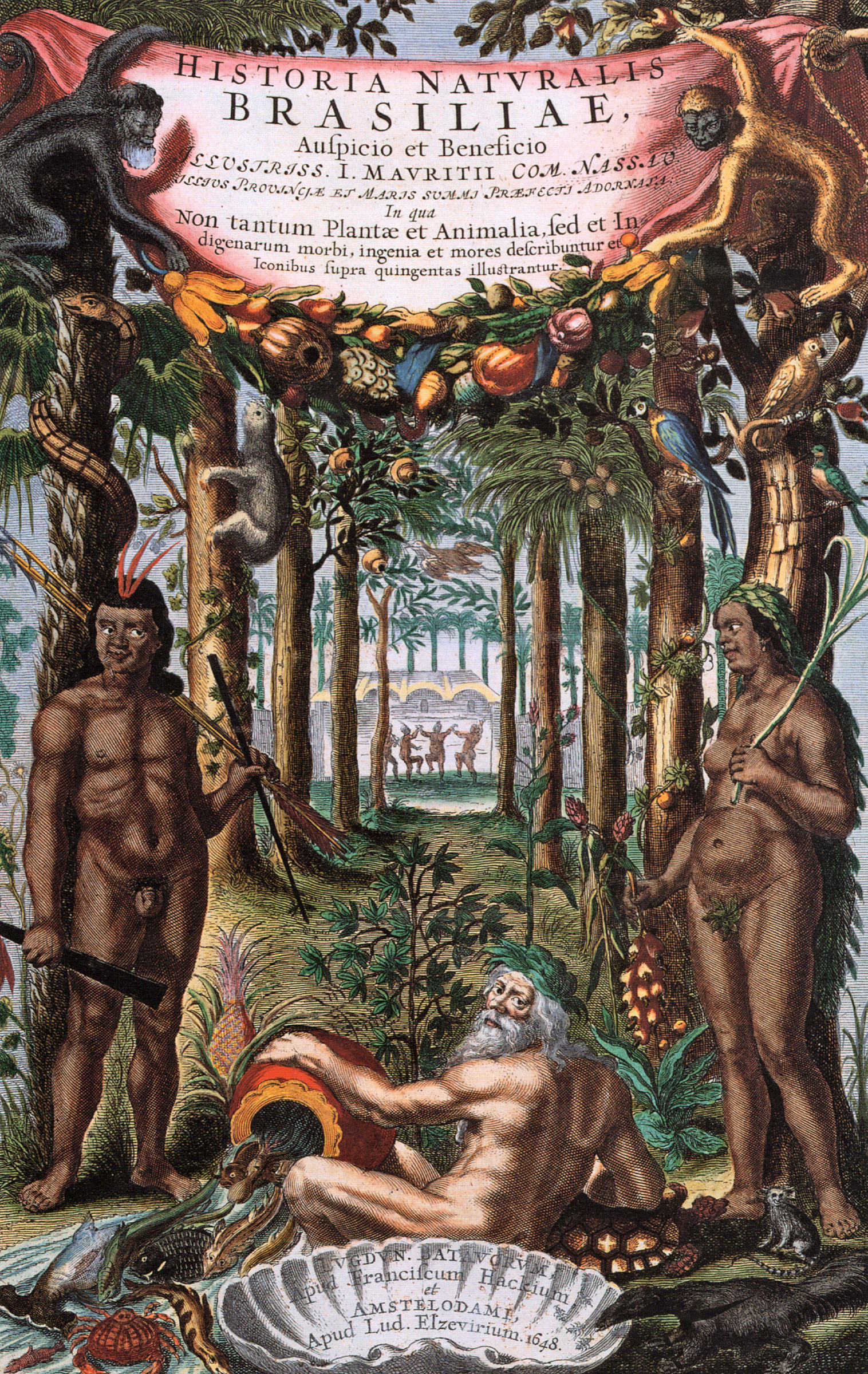
Титульный лист книги Георга Маркграфа Естественная история Бразилии (1648)

## Продолжение конфликта
После восстановления португальской государственности в 1640 году португальцы принялись отвоёвывать утраченные владения в Бразилии. На руку им сыграла и отвлекавшая внимание голландцев Первая англо-голландская война.
В начале 1641 года Мориц Нассау-Зиген, голландский губернатор Бразилии, начал наступление на Сан-Сальвадор-де-Баия, находившийся в руках португальцев и испанцев, в апреле 1641 года голландцы заняли Сан-Кристобаль, но на этом наступление прекратилось.
Повышение налогов в октябре 1642 года вызвало восстание в капитанстве Мараньян, завоёванном Морицем Нассауским в 1640 году. Португальские колонисты создавали отряды из индейцев и негров, убивали голландских сборщиков налогов, топили голландские лодки, захватывали оружие и лошадей. С большим трудом трёхтысячному голландскому отряду удалось подавить восстание.
Португальский губернатор Антонио Теллес да Силва создал сеть военных лагерей в джунглях под Сан-Сальвадор-де-Баия, где готовились и вооружались отряды, которые потом засылались на территорию Голландской Бразилии. Они нападали на голландские посты, сжигали запасы сахара, отравляли колодцы, убивали голландцев и их сторонников.
В 1645 году в Пернамбуку началось восстание против голландцев, которое возглавили Жоан Фернандес Виейра, Андре Видаль де Негрейрос, индеец Филиппе Камарао, создавший «Красный отряд» из союзных португальцам индейцев, негр Энрике Диас, создавший «Чёрный отряд» из принадлежавших голландцам и португальцам рабов, и Антонио Диас Кардошу. Голландцы постоянно терпели поражения в столкновениях с повстанцами. В 1648 и 1649 годах две повстанческие армии победили голландцев в первой и второй битвах у холмов Гуарарапис. В январе 1654 года португальцы и сочувствовавшие им местные жители осадили Ресифи.

## Окончание конфликта
В 1654 году португальцам наконец удалось отвоевать эту территорию у голландцев (28 января сдались Ресифи), ослабленных англо-голландской войной, и вновь включить её в свою колонию. Однако голландцы так и не признали утрату Бразилии, и после подписания мира с Англией в мае 1654 года Голландская республика стала требовать возвращения территории. В 1656 году началась открытая война с Португалией, приведшая к блокаде её западного побережья голландским флотом, в ходе которой в декабре 1657 года де Рюйтер захватил 21 корабль сахарного флота, шедший из Бразилии. 
Под давлением французов и англичан между Португалией и Голландской республикой начались переговоры. После восстановления Карла II на английском престоле переговоры ускорились, и в 1661 году Генеральные штаты республики по просьбе великого пенсионария де Витта, без поддержки Зеландии, Гелдерланда и Гронингена и, следовательно, в конфликте с Утрехтским союзом, решили заключить мир. 6 августа 1661 года был подписан Гаагский мир: Португалия признала потери в Азии и должна была выплатить сумму, эквивалентную 63 тоннам золота (4 миллиона крузадо или 8 миллионов гульденов), в качестве компенсации за свои территории в Бразилии, которые Голландская республика отдала им навсегда. Последним евреям, еще жившим там, было дано три месяца на выезд. Переговоры по поводу португальских платежей продолжались и в восемнадцатом веке, и в конечном итоге сумма так и не была выплачена полностью.